# Mads i Staden
Mads i Staden er en dansk stum komediefilm produceret af Nordisk Films Kompagni i 1910. I filmen medvirker bl.a. Sofus Wolder og Victor Fabian. Filmen instruktør er ikke kendt. 
Filmen blev eksporteret til bl.a. England og Tyskland. Filmen havde premiere i England i 1910 som Jack Comes to Town og blev vist i Tyskland som Hans in der Stadt.

## Handling
Mads rejser til byen læsset med pakker. Med stort besvær lykkes det ham at nå toget, men bare han var kommet for sent. For da han kommer frem, møder han en række skidte karakterer, der generer Mads. De fifler med hans pakker, kommer mælk i hans hat, sten i hans paraply m.v. Han forsøger at flygte fra dem, men glider ned ad en bakke og lander blandt en gruppe mennesker på skovtur. Mads mister dog ikke sit gode humør undervejs. 
Mads vidste godt, at der boede dårlige mennesker i byen, men at de var så dårlige, som han nu havde erfaret, havde han ikke troet. Der går lang tid, før Hans rejser til byen igen ...

## Medvirkende
- Sofus Wolder
- Victor Fabian
- Lauritz Olsen
- Ella la Cour
- Julie Henriksen